# Prostitution à Hawaï
La prostitution à Hawaï est illégale mais courante. Il y a environ 150 lupanars à Oahu.

## Situation juridique
En vertu de la section 712-1200 des Statuts révisés d'Hawaï, l'achat et la vente de services sexuels sont illégaux et les activités connexes telles que la sollicitation, la promotion de la prostitution et l'autorisation d'utiliser des locaux à des fins de prostitution sont interdites. La sanction est une amende pouvant aller jusqu'à US$500 et / ou jusqu'à 30 jours d'emprisonnement.
Il était légal pour les agents de la force publique d'avoir des relations sexuelles avec des prostituées s'ils «recueillaient des preuves» de prostitution. Une nouvelle loi de 2014 a interdit cette pratique,.
Un projet de loi a été soumis au gouvernement de l'État d'Hawaï en janvier 2017, dans le but de dépénaliser la prostitution. En deuxième lecture, elle a été renvoyée au "Comité de la Chambre sur le pouvoir judiciaire" pour complément d'enquête et l'affaire a été ajournée sine die,.

## Histoire
Avant le contact européen, il n'y avait pas de prostitution sur les îles. La polygamie était courante et il n'y avait pas de prostitution. Les marins européens ont offert de l'argent ou des biens à des fins sexuelles aux femmes autochtones, et, de ce fait, la prostitution a commencé. La zone portuaire de Iwilei constitue le quartier chaud.
Une loi a été adoptée en 1835 qui interdisait les « relations illicites », y compris la prostitution. En 1860, la « Loi pour atténuer les maux et les maladies résultant de la prostitution » a été adoptée. La loi exigeant qu'un enregistrement des prostituées soit réalisé, et que des examens médicaux périodiques pour les prostituées aient lieu.
Dans les années 1900, Iwilei était devenue une zone fermée, ses 5 entrées contrôlées par la police. À l'intérieur, il y avait des maisons aux couleurs vives où travaillaient les prostituées. Beaucoup de prostituées étaient japonaises. En 1898, 26 prostituées hawaïennes, 5 métisses, 8 françaises, 2 britanniques, 1 américaine et 115 japonaises étaient enregistrées. Iwilei exista jusqu'en mai 1917, date à laquelle il fut fermé sous la pression des moralistes.
Les « maisons de débauche » s'installent bientôt à Chinatown. Une ère de réglementation non officielle a suivi, qui a été approuvée par l'armée américaine. Il y avait des luttes entre la police et l'armée, ni l'un ni l'autre ne voulant être considéré comme étant responsable du quartier chaud.
La prostituée la plus connue de l'époque était Jean O'Hara (en). On lui attribue le mérite d'avoir inventé le système du "bull pen" où la prostituée pourrait travailler dans un bâtiment contenant trois pièces : dans une pièce, un homme se déshabillerait, dans une deuxième pièce, la prostituée aurait des relations sexuelles, et dans la troisième pièce, l'homme pourrait se rhabiller. Le système d'O'Hara a accéléré le processus et a permis à chaque prostituée de voir beaucoup plus de « clients » chaque jour. O'Hara a écrit plus tard ses mémoires dans Ma vie en tant que prostituée d'Honolulu.
Sous la pression de divers groupes, le gouverneur d'Hawaï, Ingram Stainback (en), a ordonné la fermeture du quartier chaud. Le 21 septembre 1944, toutes les maisons de prostitution reçurent l'ordre de fermer.

## Trafic sexuel
Hawaï est un pays d'origine, de destination et de transit pour le trafic sexuel. Des femmes de Chine, du Japon, de Corée, de Thaïlande, de Russie et de certaines parties de l'Europe de l'Est sont victimes de traite d'êtres humains vers l'île, et contraintes à la prostitution. Beaucoup sont déplacés vers des villes du continent américain après quelques mois. Les femmes et les filles hawaïennes sont vulnérables au trafic sexuel.
En 2017, un ressortissant chinois a été condamné pour traite d'êtres humains. Il a fait venir des Chinoises pour travailler dans les salons de massage Mayflower et Empire Relax à Honolulu. Il a également fait trafiquer des femmes pour qu'elles travaillent dans des salons de massage à New York. Le propriétaire chinois du Mayflower a été condamné pour tentative de corruption d'agents du FBI. Tous deux ont été expulsés.
En janvier 2018, un Américain a été accusé de délits de prostitution et de trafic sexuel. Il avait « recruté, attiré, hébergé, transporté, fourni, obtenu, annoncé, entretenu, patronné et sollicité » par la force et des menaces.